# Givonne (rivière)
Pour la commune, voir Givonne.
Ne doit pas être confondu avec Givone.
La Givonne est une petite rivière française du département des Ardennes, en ancienne région Champagne-Ardenne, donc en nouvelle région Grand Est, affluent en rive droite de la Meuse.

## Géographie
La Givonne naît au nord de Sedan, sur la commune de La Chapelle, à 402 m d'altitude, en pleine forêt de Sedan dans le massif ardennais. 
Dès sa naissance, elle s'oriente immédiatement vers le sud, et après un parcours de 16,1 kilomètres conflue avec la Meuse au niveau de Bazeilles, à 153 m d'altitude, c'est-à-dire entre la ville de Sedan à l'ouest et le confluent Chiers-Meuse à l'est. Située dans une zone à pluviométrie élevée, elle est alimentée par une série de ruisseaux qui, comme elle, ruissellent depuis les pentes du rebord sud du massif des Ardennes vers la vallée de la Meuse. La grande majorité du bassin de la Givonne est couverte par la forêt d'Ardenne (appelée ici forêt de Sedan).

### Communes et cantons traversés
Dans le seul département des Ardennes, le ruisseau de la Givonne traverse les six communes, suivantes, d'amont vers aval, de La Chapelle (source), Givonne, Illy, Daigny, La Moncelle, Bazeilles (confluence).
Soit en termes de cantons, le ruisseau de la Givonne prend source sur le canton de Sedan-2, traverse le canton de Sedan-3, conflue dans le canton de Vouziers, le tout dans l'arrondissement de Sedan.

### Bassin versant
La Givonne traverse une seule zone hydrographique, La Meuse de la Chiers à la Givonne (B500) de 5 851 km2 de superficie.

### Organisme gestionnaire
L'organisme gestionnaire est l'EPTB EPAMA Etablissement public d'Aménagement de la Meuse et de ses affluents et la Houille fait partie de la zone La Meuse du confluent de la Chiers au confluent de la Semoy.

## Affluents
La Givonne a six affluents référencés :
- le ruisseau de la Bonne Fontaine (rg), 3,7 km sur les trois communes de Givonne, Villers-Cernay et La Chapelle.
- le ruisseau de la Belle Église (rd), 2,4 km sur les deux communes de Illy et La Chapelle.
- le ruisseau des Dix Frères (rd), 3,8 km sur la seule commune d'Illy.
- le ruisseau de la Habelle ou ruisseau de la hatrelle ou ruisseau de la Verrerie (rd), 6 km sur les deux communes d'Illy et Fleigneux, avec deux affluents :
  - le ruisseau du Pré de l'Ermitage (rg), 2,9 km sur les deux communes d'Illy et Fleigneux.
  - le ruisseau de la Belle Taille (rd), 4,5 km sur les deux communes de Saint-Menges et Fleigneux.
- le ruisseau des Fraîchis (rg), 3,8 km sur les deux communes de Givonne (source) et Illy (confluence).
- le ruisseau de Mohimont. (rg), 4,3 km sur les deux communes de Givonne (source et confluence) et La Chapelle.

Donc son rang de Strahler est de trois.

## Hydrologie

### La Givonne à Remilly-Aillicourt
Le module de la rivière au confluent de la Meuse vaut 1,01 m3/s pour un petit bassin versant de seulement 45,9 km2. 

### Lame d'eau et débit spécifique
La lame d'eau écoulée dans ce bassin est de 694 millimètres par an, ce qui est très élevé, plus de deux fois supérieur à celle de la moyenne de la France tous bassins confondus (320 millimètres par an), et aussi comparé aux divers cours d'eau du bassin de la Meuse, généralement déjà très abondants. Son débit spécifique ou Qsp se monte dès lors à 22 litres par seconde et par kilomètre carré, valeur très élevée. 

## Hydronymie
Le nom de la rivière est attesté sous les formes in Givunna mansos quatuor et tertiam partent ecclesie en 997, Givogne en 1245.
Le nom de la rivière est la forme celtique d’éléments plus anciens. Le suffixe pré-celtique -onna, réemployé par les Gaulois, désigne un cours d'eau. Le Dictionnaire étymologique des noms de lieux en France analyse ce nom en pré-latin gaba, « ruisseau », et du suffixe gaulois -onna, « ruisseau ».

## Curiosités - Tourisme

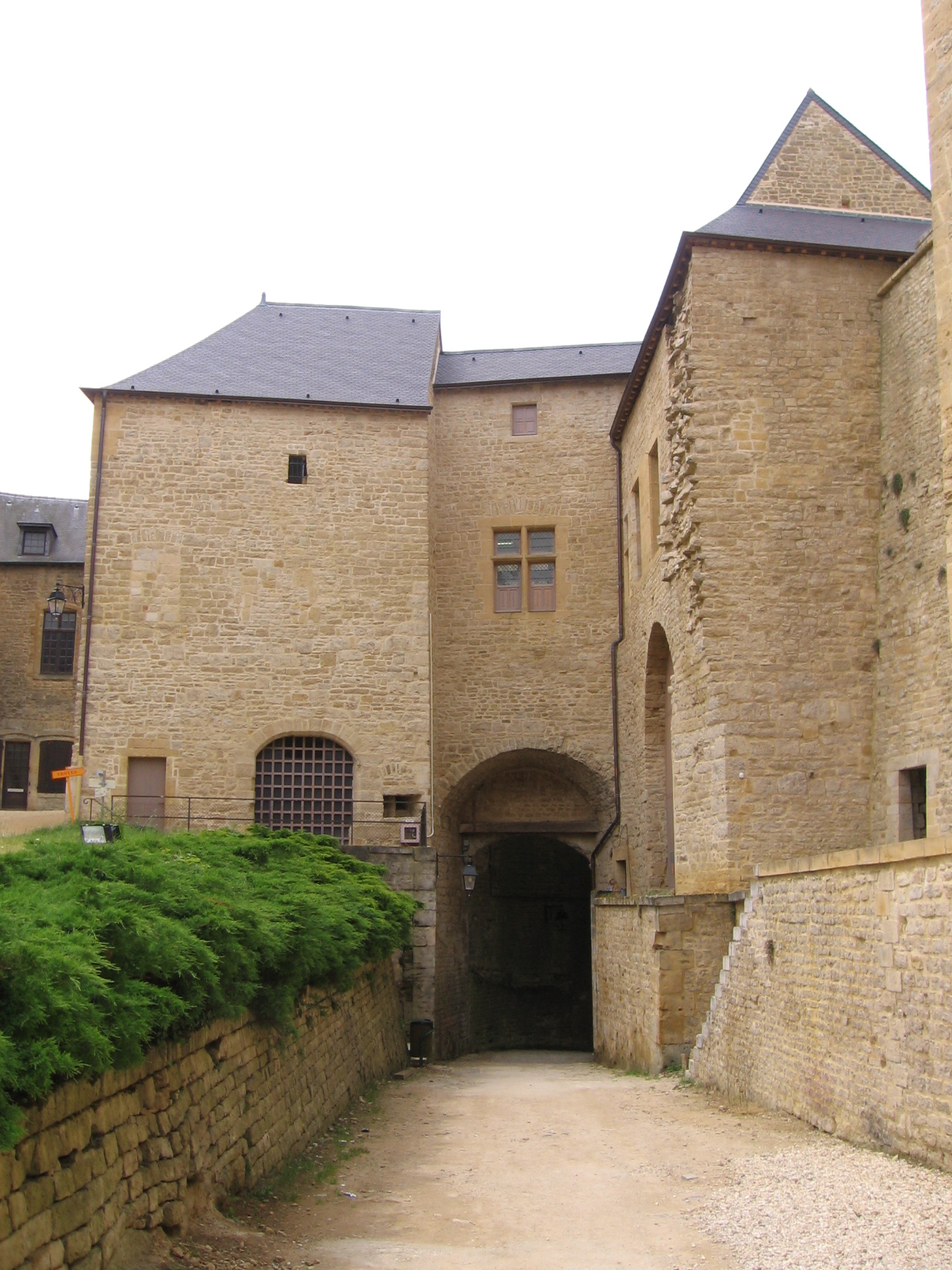
Le château fort de Sedan est le plus étendu d'Europe.

- Forêt des Ardennes (chênes) : randonnées, calme, air pur et multiples ruisseaux aux eaux claires.
- Sedan et sa citadelle.
- Daigny et sa tour du XIIIe siècle.
- Bazeilles : musée de la Dernière Cartouche, ancien château de Turenne, superbe château Dorival du XVIIIe siècle av. J.-C., château de Montvillers également du XVIIIe siècle av. J.-C.